# 3 Dywizjon Straży Granicznej
3 Dywizjon Straży Granicznej – jednostka organizacyjna Straży Granicznej w II Rzeczypospolitej.

## Formowanie i zmiany organizacyjne
17 grudnia 1918 szef Straży Granicznej płk Małyszko przedstawił Ministerstwu Spraw Wojskowych wstępny projekt etatów oddziałów granicznych. Na ich podstawie sformowano w styczniu 1919 3 dywizjon Straży Granicznej.
Według kroniki: 28 grudnia 1918 rotmistrz Lubański wraz ze swoim adiutantem ppor. Orłowskim przybył do Mławy. W skład dywizjonu weszły początkowo dwa szwadrony. 1 szwadron sformowany został przez ppor. Jana Ursyn Zamarajewa z ochotników w Dąbrowie Górniczej. Liczył trzech oficerów i 136 szeregowych. Wyposażony był w broń rosyjską. Do Mławy szwadron przybył 31 grudnia 1918. Drugi szwadron sformował w Warszawie por. Otton Gloeh. Liczył trzech oficerów i 142 szeregowców. Do Mławy przybył 9 stycznia 1919. W następnych dniach do dywizjonu meldowali się kolejni oficerowie. Byli oni kierowanie na granicę do poszczególnych szwadronów. 21 marca dywizjon otrzymał 214 rekrutów.
Do końca lutego 1919 sformowano 1 pułk Straży Granicznej. Dywizjon wszedł w jego skład. 21 marca dywizjon zmienił nazwę na II/1 pułku Straży Granicznej. Tym samym 1 szwadron stał się 5., a 2 szwadron 6 szwadronem 1 pułku SG.
Dywizjon obsadził granicę z Prusami Wschodnimi na odcinku od Grajewa do Mławy, czyli dawną granicę prusko–rosyjską.
14 lipca 1919 ukazało się rozporządzenie ministra spraw wojskowych odnośnie do dyslokacji i reorganizacji oddziałów granicznych. Dywizjon już jako 1/3 pułku WSG ochraniał odcinek od rzeki Omulew do Dłutowa. Dowództwo dywizjonu dalej stacjonowało w Mławie. 1 szwadron rozmieszczono w Chorzelach, 2 szwadron przeniesiono z Mławy do Janowa, 3 szwadron pozostawiono w Popłówku, a 4 szwadron przeniesiono do Krzep.

## Służba graniczna
Sformowany w Dąbrowie Górniczej 1 szwadron rozpoczął służbę graniczną 12 stycznia na odcinku od Józefowa do Piekiełka wystawiając 7 posterunków: Mławka, Kuklin, Krempa, Lewiczyn, Piekiełko, Gnojno i Józefów. 2 szwadron „warszawski” objął granicę 18 stycznia i obsadził rubież od Janowa do rzeki Omulew. Wystawił przy tym posterunki:Janowo, Chorzele, Ryki-Borkowe, Wólka i Wasiły. Granica strzeżona była prowizorycznie. Brak środków transportu i słabe wyszkolenie żołnierzy powodowało, że ci ostatni dość często sami uprawiali proceder przemytniczy. Skutkiem było oddanie pod sąd 84 szeregowców. Wywodzili się oni w większości z 2 szwadronu.
Oprócz typowych działań granicznych dywizjon wypełniał funkcje aprowizacyjne wysyłając ekspedycje w celu dostarczenia kontyngentu zbożowego.

## Dowódcy dywizjonu
- kpt. Edmund Lubański[2][11]

## Przekształcenia
- 3 dywizjon Straży Granicznej → II dywizjon 1 pułku Straży Granicznej → II dywizjon 1 pułku Wojskowej Straży Granicznej → I dywizjon 3 pułku Wojskowej Straży Granicznej → I dywizjon 3 pułku Strzelców Granicznych